# Église Saint-Pierre d'Assier
Pour les articles homonymes, voir Église Saint-Pierre.
L'église Saint-Pierre d'Assier est une église catholique située à Assier, dans le département du Lot, en France.

## Historique
L'église a été construite grâce aux dons de Galiot de Genouillac, à partir de 1540, comme le rappelle une inscription gravée dans un cartouche près de la porte sud.
Les travaux avancent lentement, aussi dans son testament rédigé en 1545 il précisait qu'elle devait être achevée « suivant le portrait dont elle a esté commencée tant de bastiment que couverture ».
Galiot de Genouillac avait fait construire un sanctuaire en l'honneur de sa première femme, Catherine d'Archiac, morte en 1514, terminé en 1530. Le plan des deux églises ont été construites suivant le même plan en nef unique en croix latine et le clocher déporté du côté sud.
Des adjonctions de chapelles funéraires ont été faites en cours des travaux :
- la chapelle funéraire de Galiot de Genouillac a été ajoutée sur le côté nord de la nef, terminée en 1549 comme l'indique la balustrade intérieure,
- la chapelle seigneuriale ajoutée contre la travée du chœur, côté sud, par Jacques II de Crussol, héritier de Jeanne de Genouillac, construite entre 1568 et 1573.

L'édifice est classé au titre des monuments historiques en 1840.

## Description

### L'église
L'église est en croix latine. Elle comprend une nef de deux travées, un transept dont les croisillons se composent d'une seule travée barlongue, une abside à cinq pans précédée d'une travée barlongue.
L'église est voûtée d'ogives simples dont les nervures retombent sur des chapiteaux classiques qui surmontent des polastres nus.
La décoration extérieure est un long panégyrique de Galiot de Genouillac avec sa frise sculptée et son portail occidental.

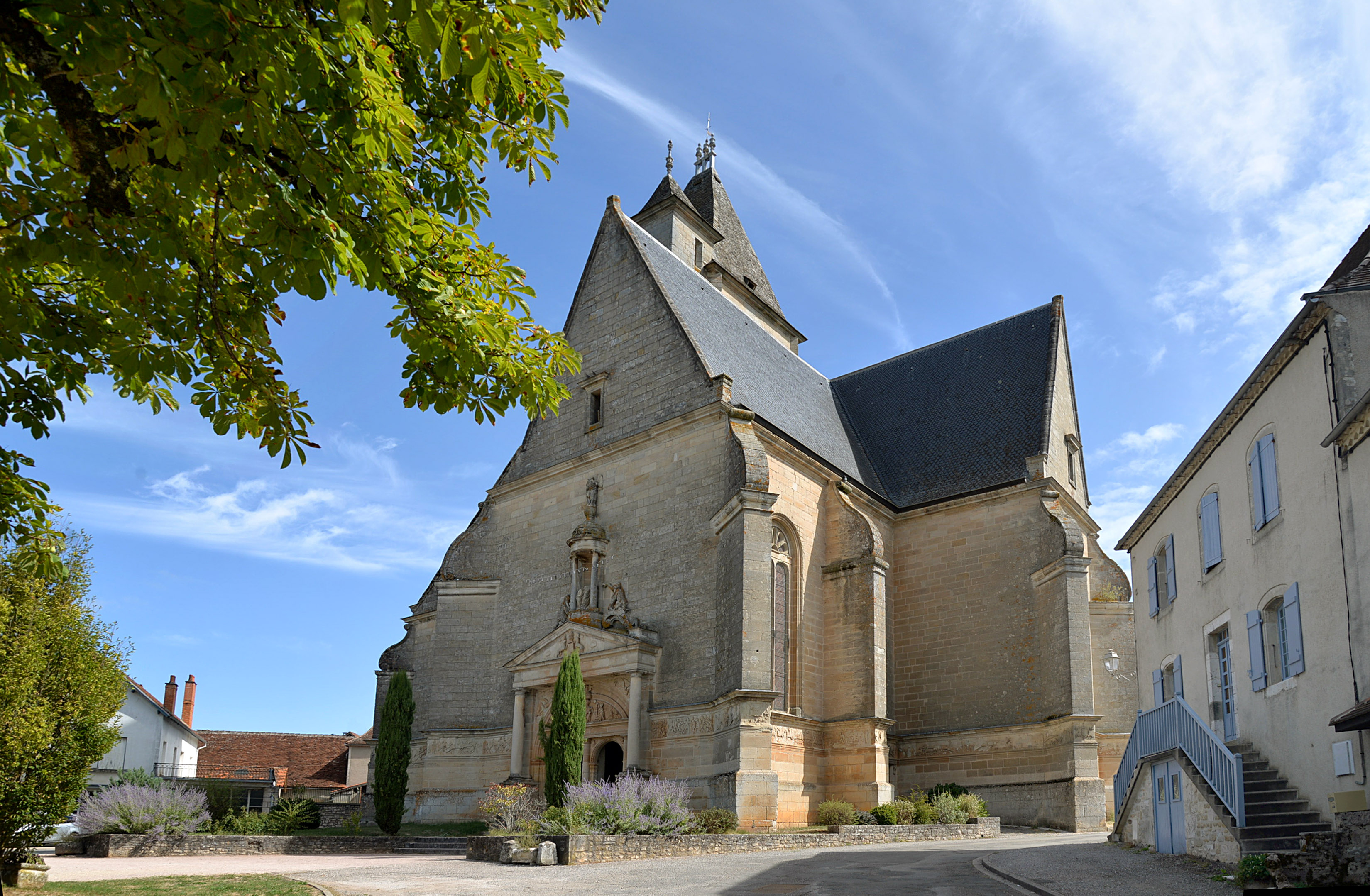
L’église Saint-Pierre.
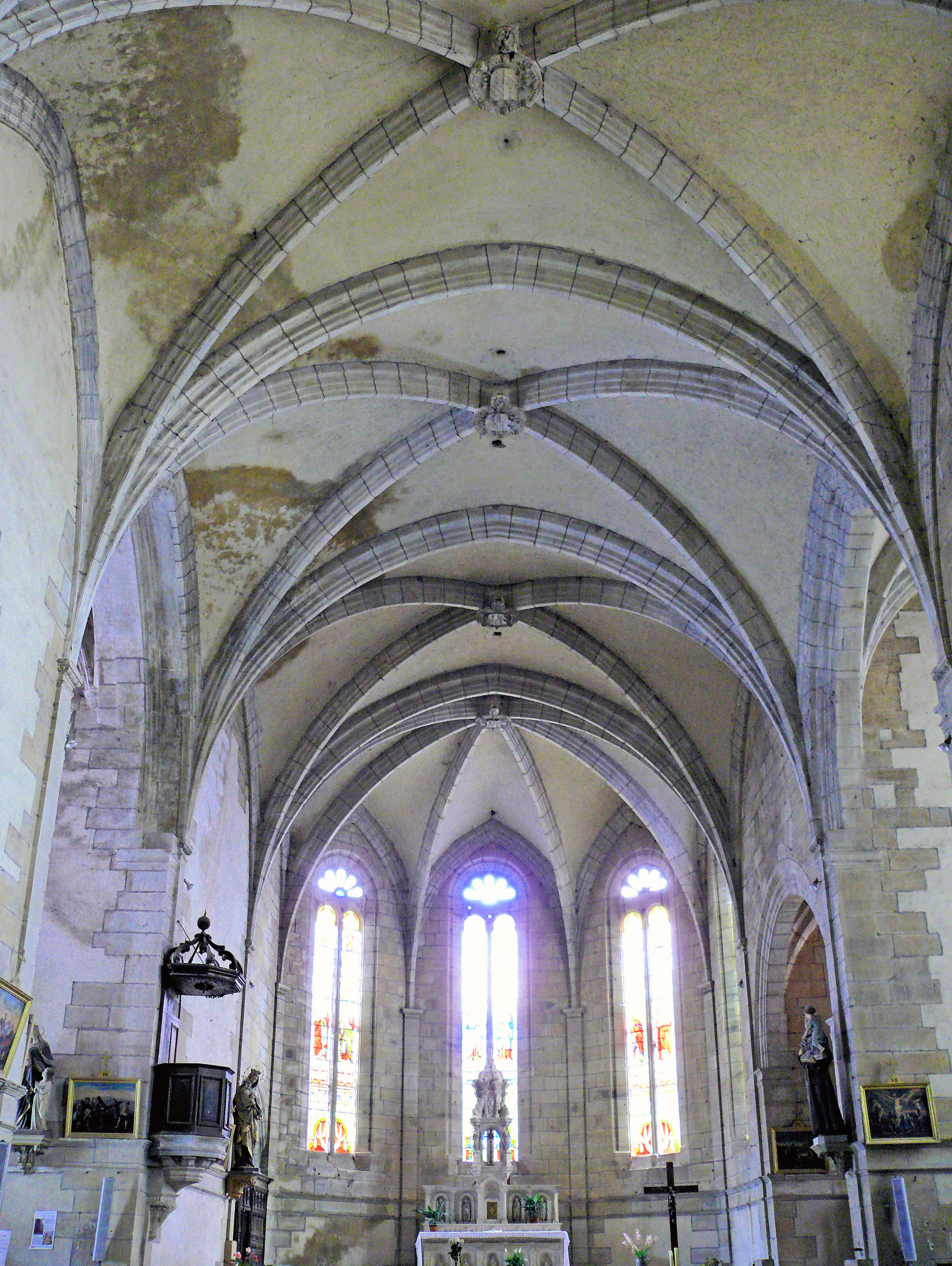
La nef.
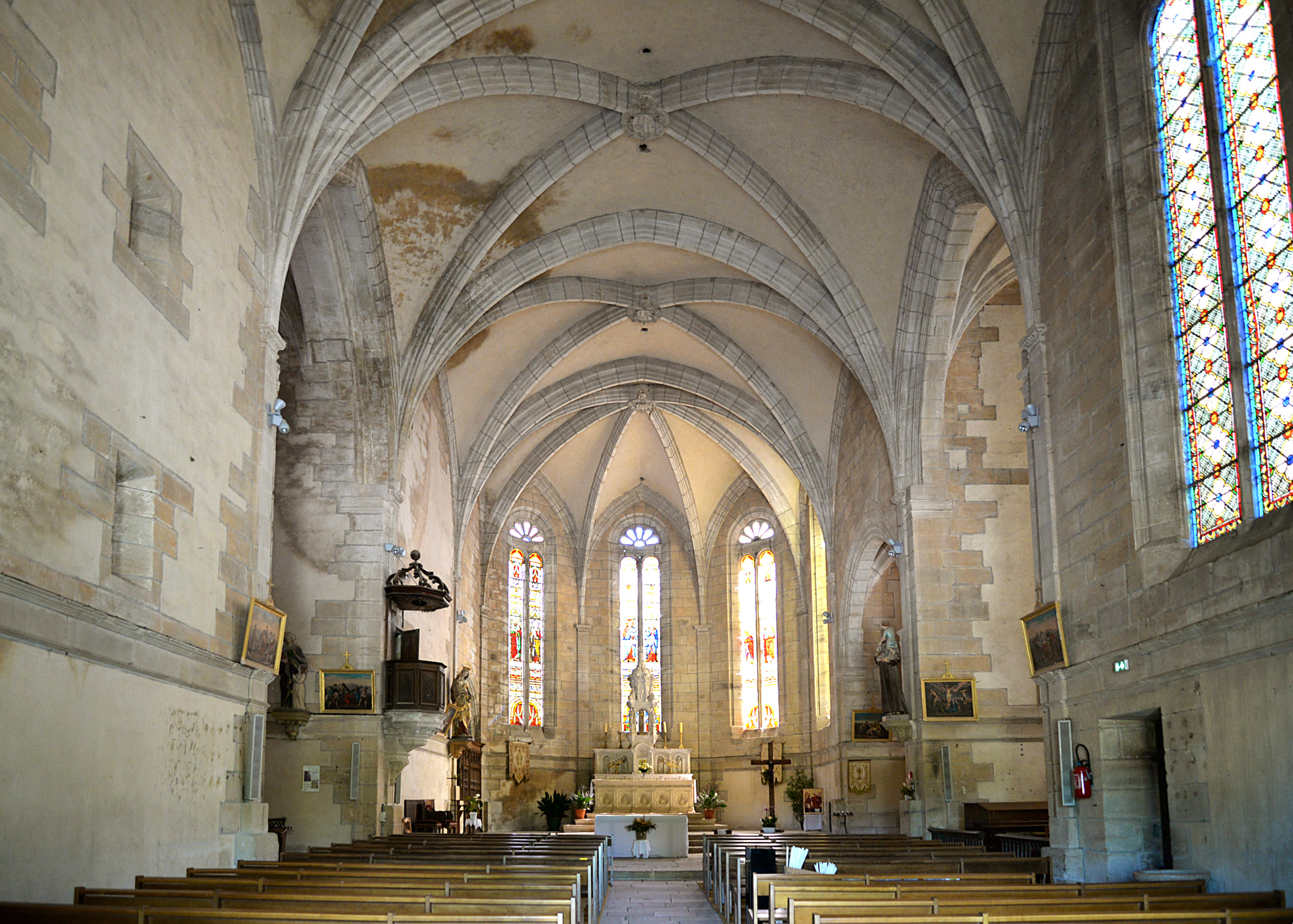
La nef.
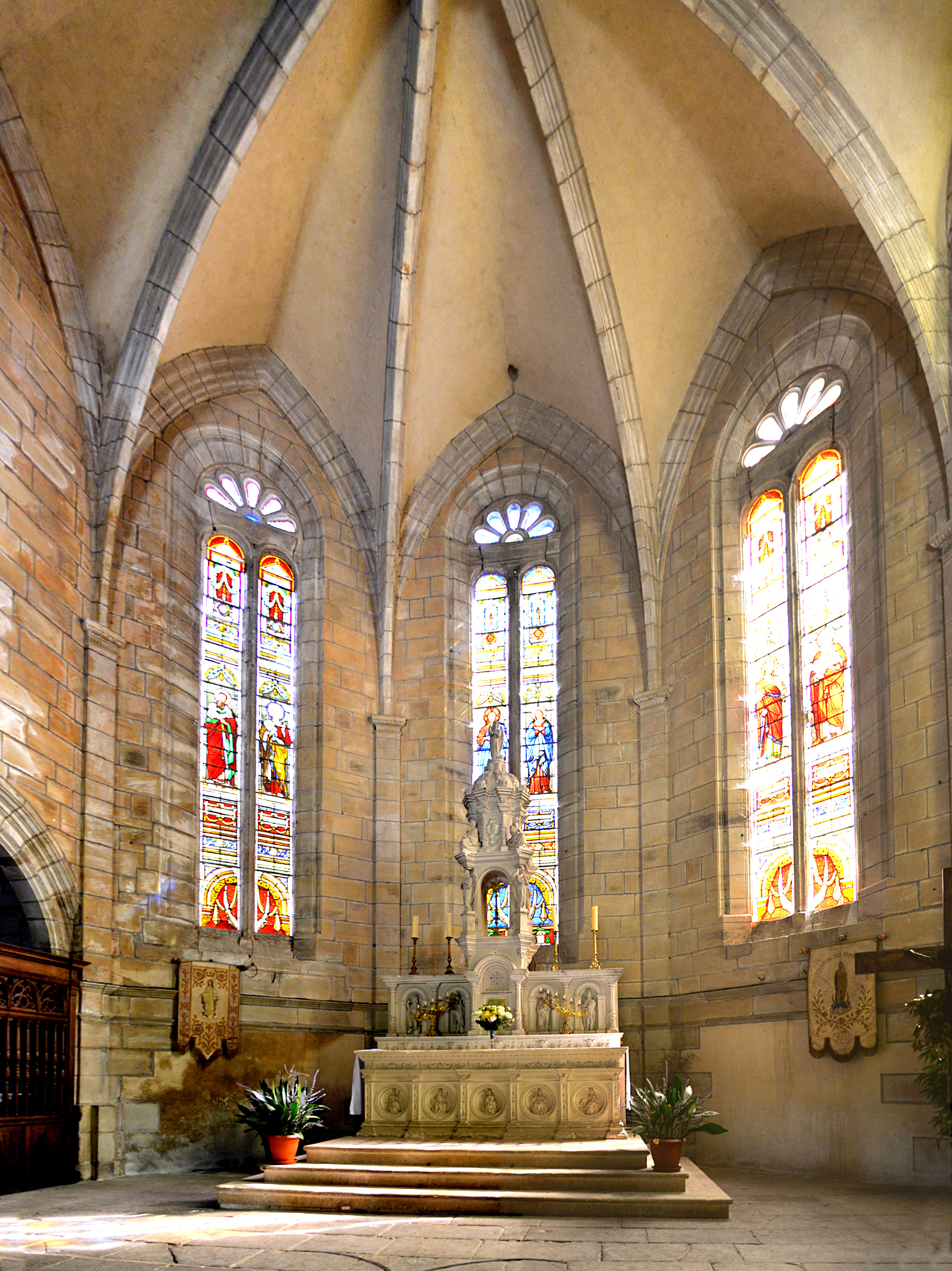
Le chœur.
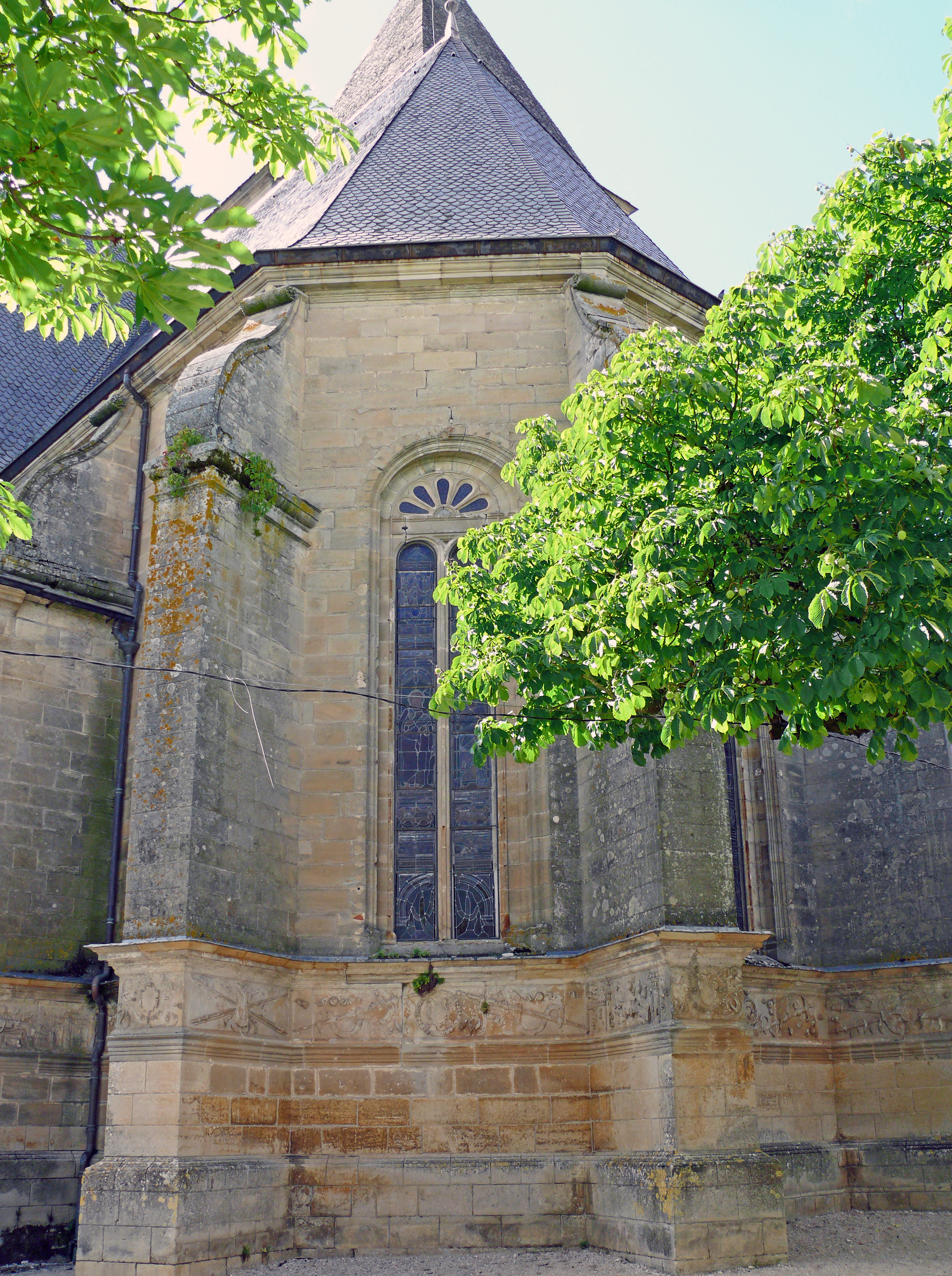
Le chevet.
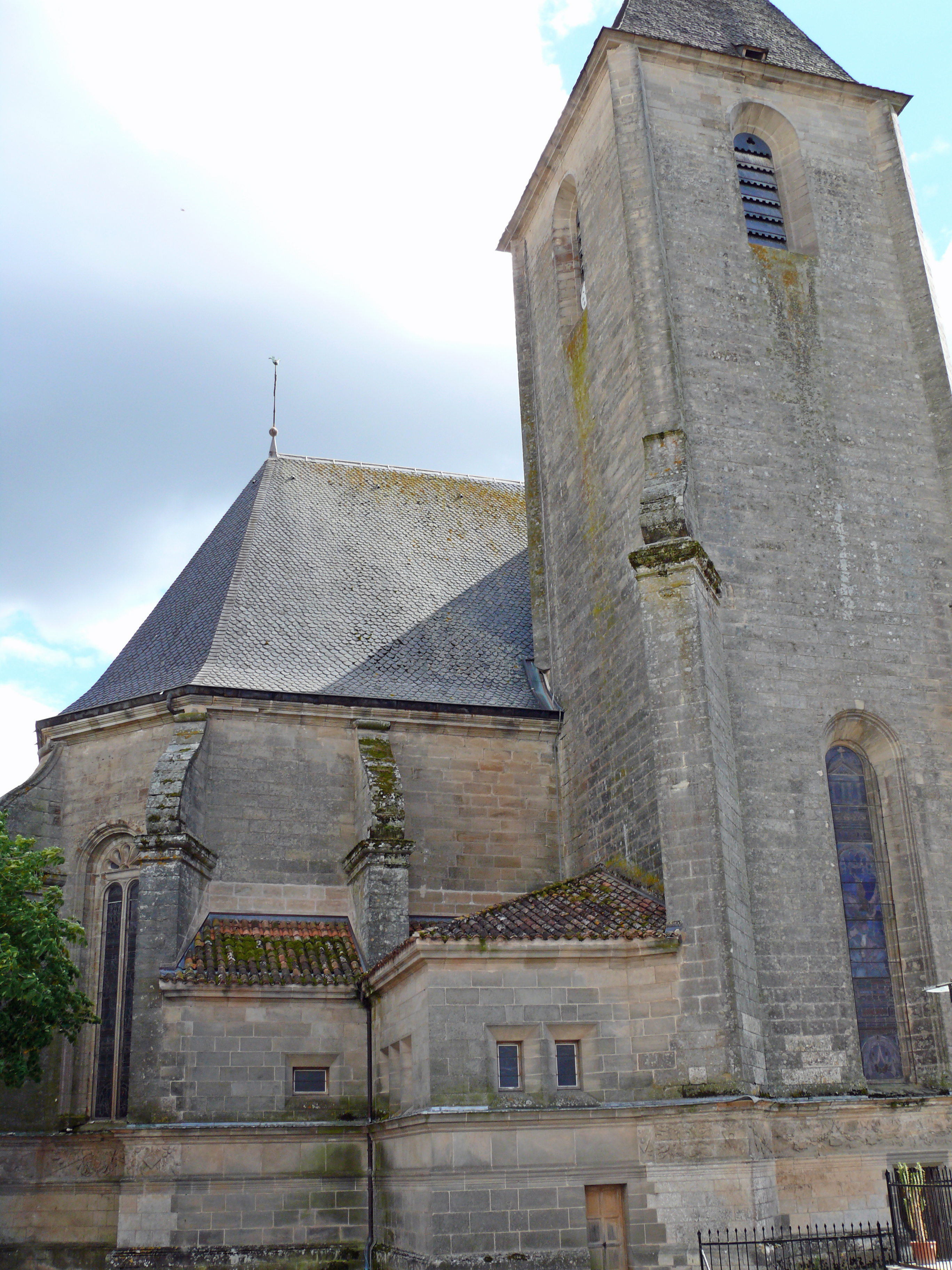
Le chevet, la sacristie et le clocher.

### Frise sculptée

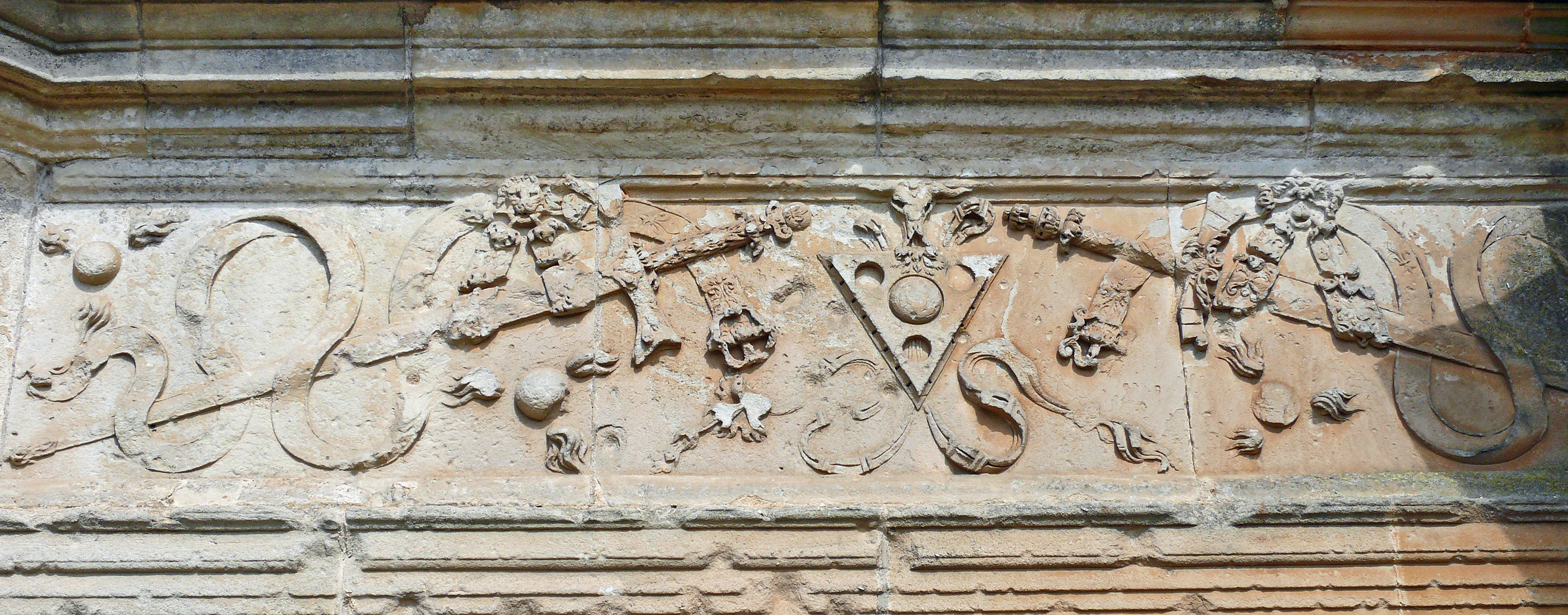
Armes de Grand écuyer de France.

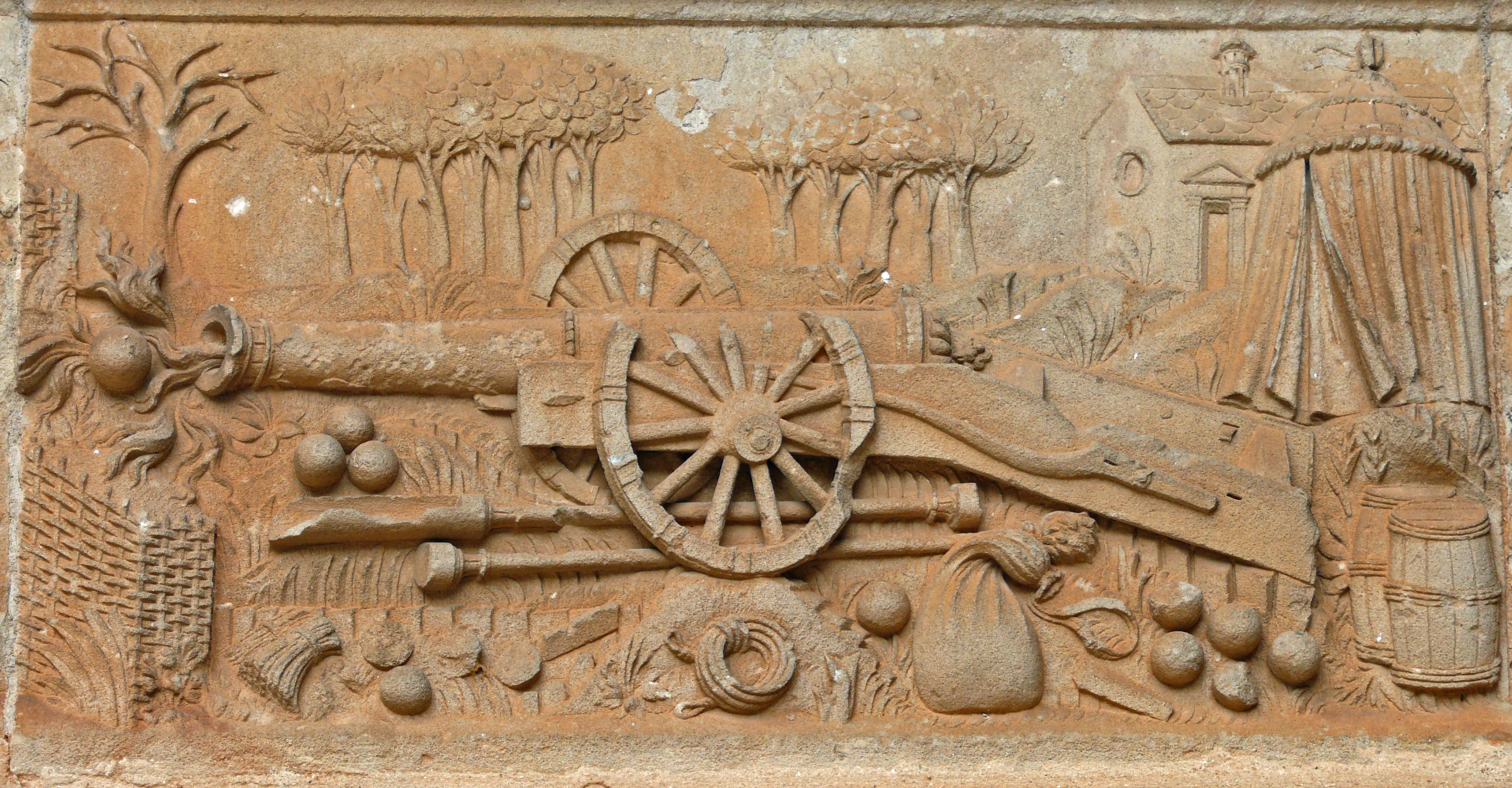
Grande couleuvrine bâtarde et son attirail complet.

Ce qui fait de cette église un ouvrage exceptionnel, c'est l'ampleur du programme sculpté à la gloire du maître de l'artillerie qui se développe sur toute la périphérie extérieure de l'édifice, soit plus de 100 m de long. Un inventaire complet a été réalisé en 1986-1987. Une étude a été faite par Mme Liliane Châtelet-Lange pour trouver la signification symbolique des motifs choisis par Galiot pour orner cette frise : triangles pointe en haut ou en bas, demi-sphère, sphère ou roue à rayons. La décoration peut paraître, a priori, hétérogène car on y voit des gens de guerre habillés à l'antique et d'autres en habits contemporains, des cortèges de gens de guerre, des fortifications, des prises de ville, un passage de fleuve, un train d'artillerie tiré par un attelage de douze chevaux.
Cette œuvre est unique dans la sculpture française. Peut-être faut-il en rechercher la source dans la colonne Trajane. Galiot de Genouillac ne s'est pas expliqué sur le but de cette œuvre. Peut-être, dans le retour à la lecture des auteurs de l'Antiquité, a-t-il voulu en faire une interprétation contemporaine pour célébrer Galiot et son souverain à la manière antique. On peut voir sur le côté sud de la nef, au flanc nord du premier contrefort, une scène d'hommage où un général victorieux, assis sur une sedia majestatis vêtu d'une cuirasse à lambrequins se fait remettre par des soldats des trophées pris aux vaincus.

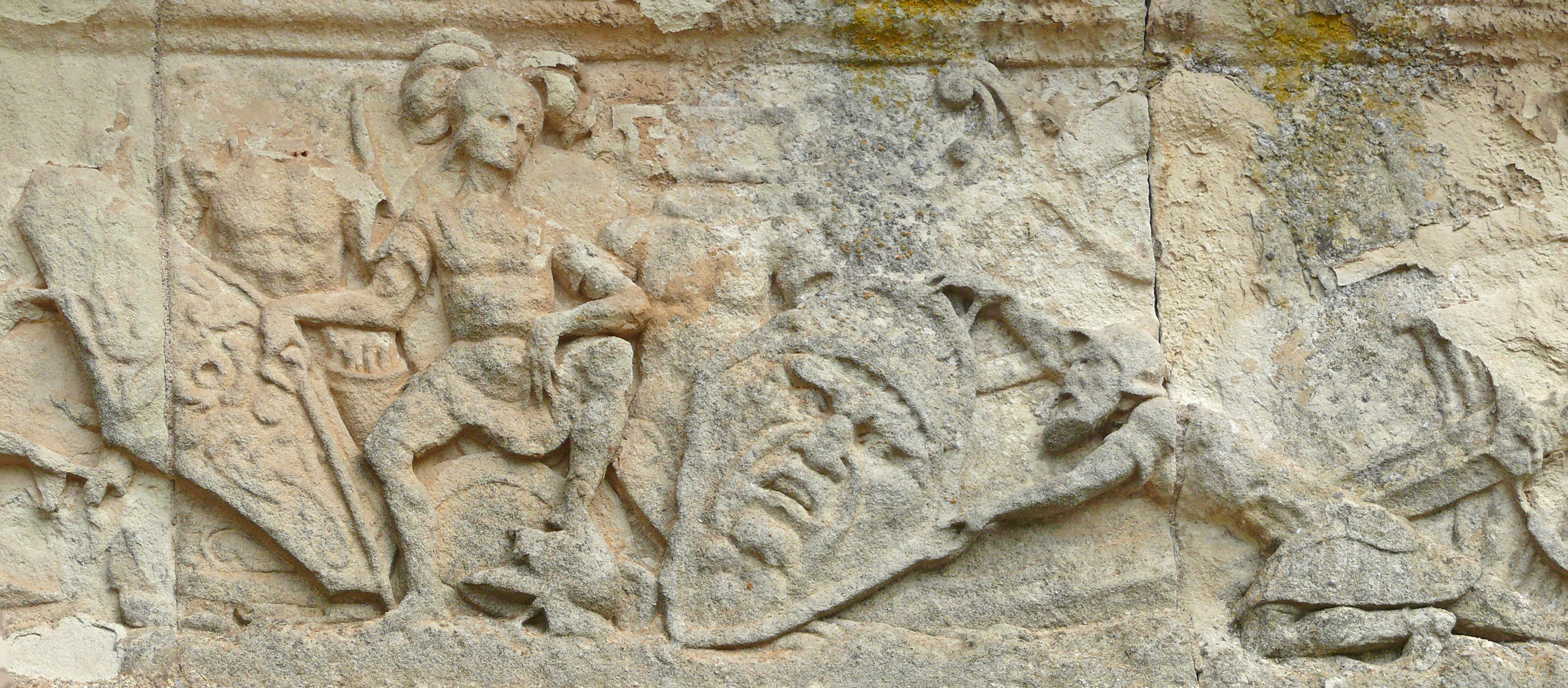
Général victorieux assis sur une seda majestatis revêtu d'une cuirasse à lambrequins, le pied posé sur un casque. Des soldats lui remettent les trophées des vaincus.

On peut voir les armoiries de Galiot accompagnées du grand collier de l'ordre de Saint-Michel. On trouve aussi les emblèmes particuliers de ses différents charges : les boulets pour le grand maître de l'artillerie, les épées fleurdelysées du grand écuyer, les lances et hallebardes en sautoir comme capitaine des ordonnances du roi. On trouve dans des cartouches les devises qu'affectionne Galiot : « J AIME FORTUNE », « SICUT ERAT IN PRINCIPIO ».

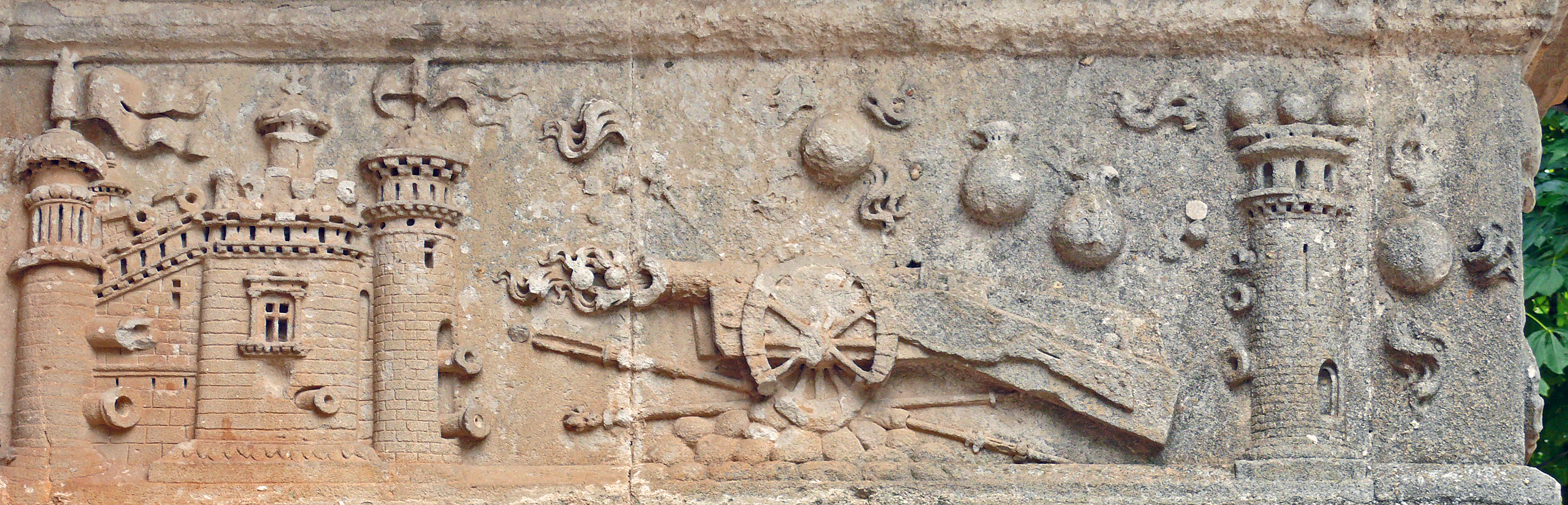
Combat d'artillerie avec forteresse battue par un canon.

Un grand cartouche, au sud de la nef, aujourd'hui presque effacé, donnait la date de commencement de la construction l'église. Un relevé a pu le transcrire : « L'AN MIL. VC ET XL / LE XXIe D'AVRIL / FVT. C. MANCEE. LA PNT / LOVAGE A DIEU ATSI. SOIT / F. M. ».
Les sculptures ont été faites au fur et à mesure de l'avancement du chantier. On trouve les dates de 1541 et 1549 sur les façades côté sud, 1554 près de la porte dans le bras nord du transept. Dans son article, Bruno Tollon rapproche une scène de combat entre cavaliers et fantassins d'une plaquette réalisée par Galeazzo Mondella dit Moderno (1467-1528). 
Le caractère hétérogène de l'œuvre montre que plusieurs sculpteurs ont travaillé sur cette frise.

### Portail occidental de l'église

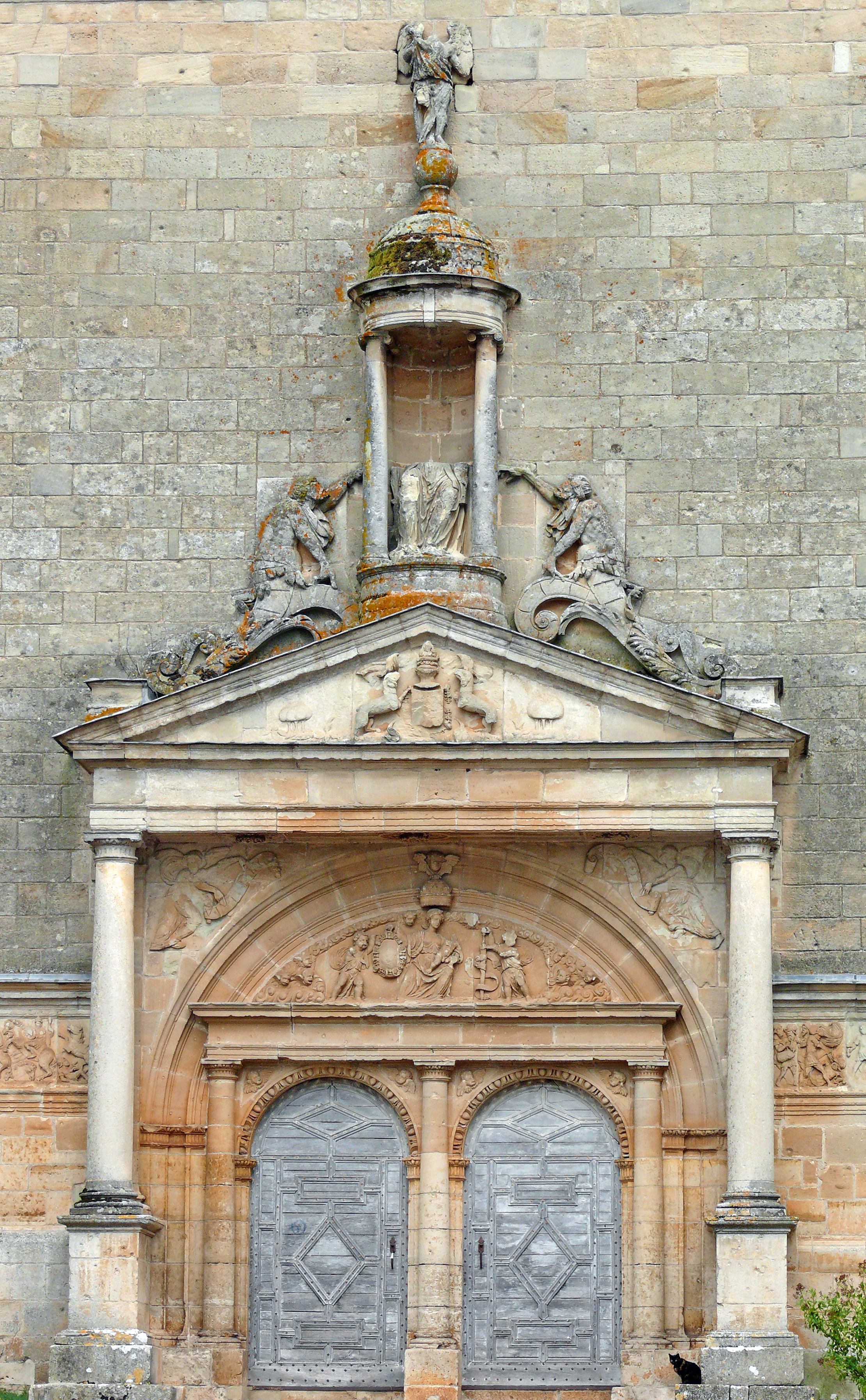
Le portail occidental.

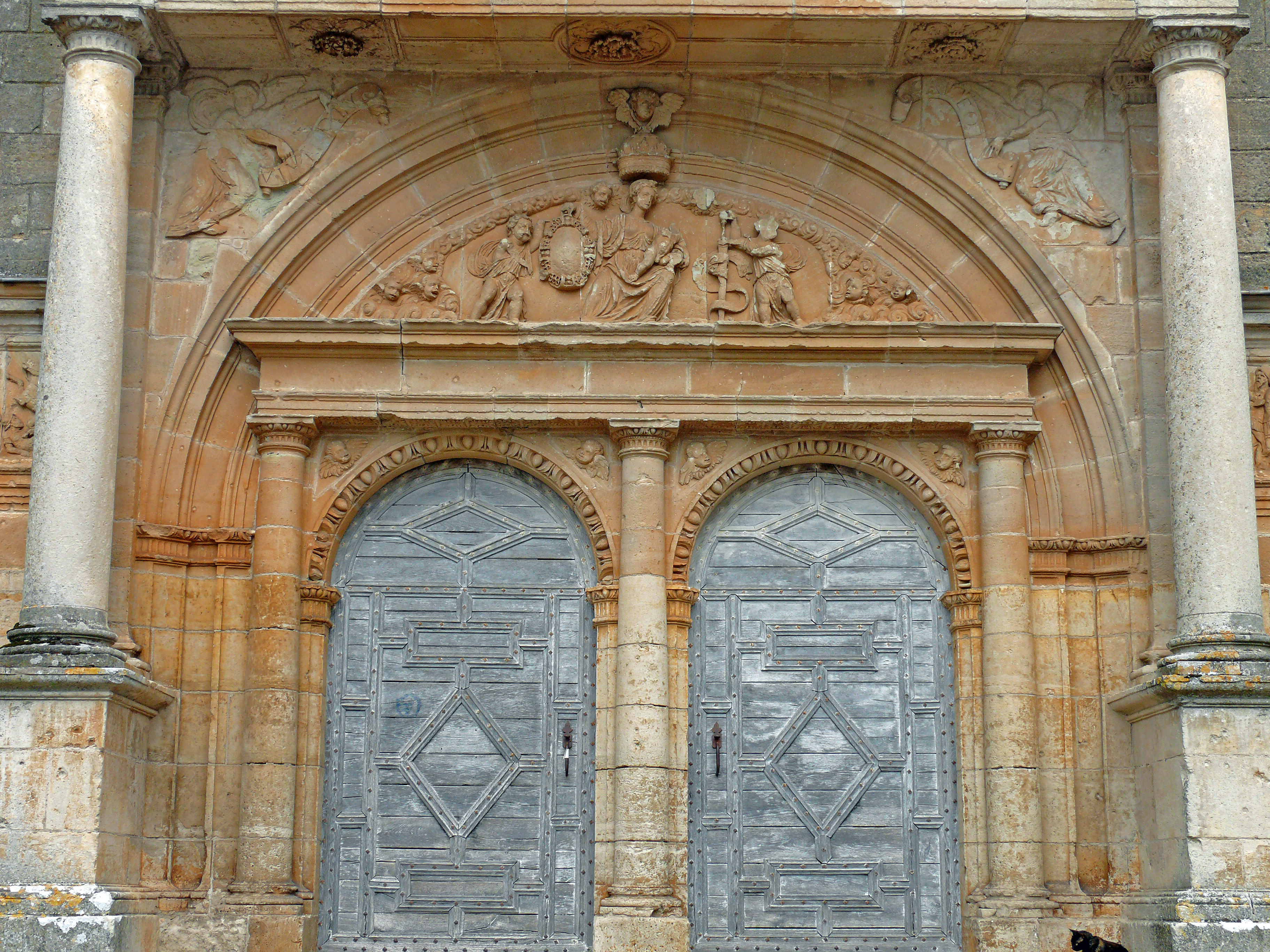
Détail du portail occidental.

Ce portail est le dernier ouvrage réalisé pour l'église. Il interrompt brutalement la frise.
Il comporte deux portes sur lesquelles s'adosse un portique avec un entablement. Les colonnes du portique sont de l'ordre dorique. Le portail est encadré d'une voussure en plein cintre. Entre l'entablement et la voussure, le tympan montre une Vierge à l'Enfant assise surmontée d'une couronne. De part et d'autre, des enfants lui présentent, ou remettent, les attributs de Galiot à la Vierge et au Christ : d'un côté, l'écusson de capitaine général entouré de l'ordre de Saint-Michel, de l'autre, l'épée de grand écuyer. Les Renommées placées dans les écoinçons au-dessus de la voussure présentent des phylactères sur lesquels est inscrit : « VIVIT D. IAC / GALEOTUS » qu'on peut traduire par « Jacques Galiot vit en Dieu ». 
Ce premier portique est encastré dans un second composé de deux colonnes doriques lisses posées sur un piédestal, supportant un entablement sans ornementation. Sur le fronton triangulaire ont été sculptées les armes de Galiot soutenues par deux lévriers. Au-dessus du fronton a été placé un édicule coiffé par un dôme soutenu par deux colonnettes ioniques. La sculpture assise est brisée à mi-corps qui devait probablement représenter saint Pierre. Cet édicule est entouré de deux hommes vêtus à l'orientale en position de vaincus. Au sommet du dôme a été sculptée une figure très abîmée qui a été interprétée comme une Renommée ou une Victoire. Cette dernière interprétation permet de voir le monument comme la commémoration de Galiot dont la vie a été placée entièrement au service du roi et dans la fidélité à Dieu et à la Vierge.

### La chapelle funéraire de Galiot

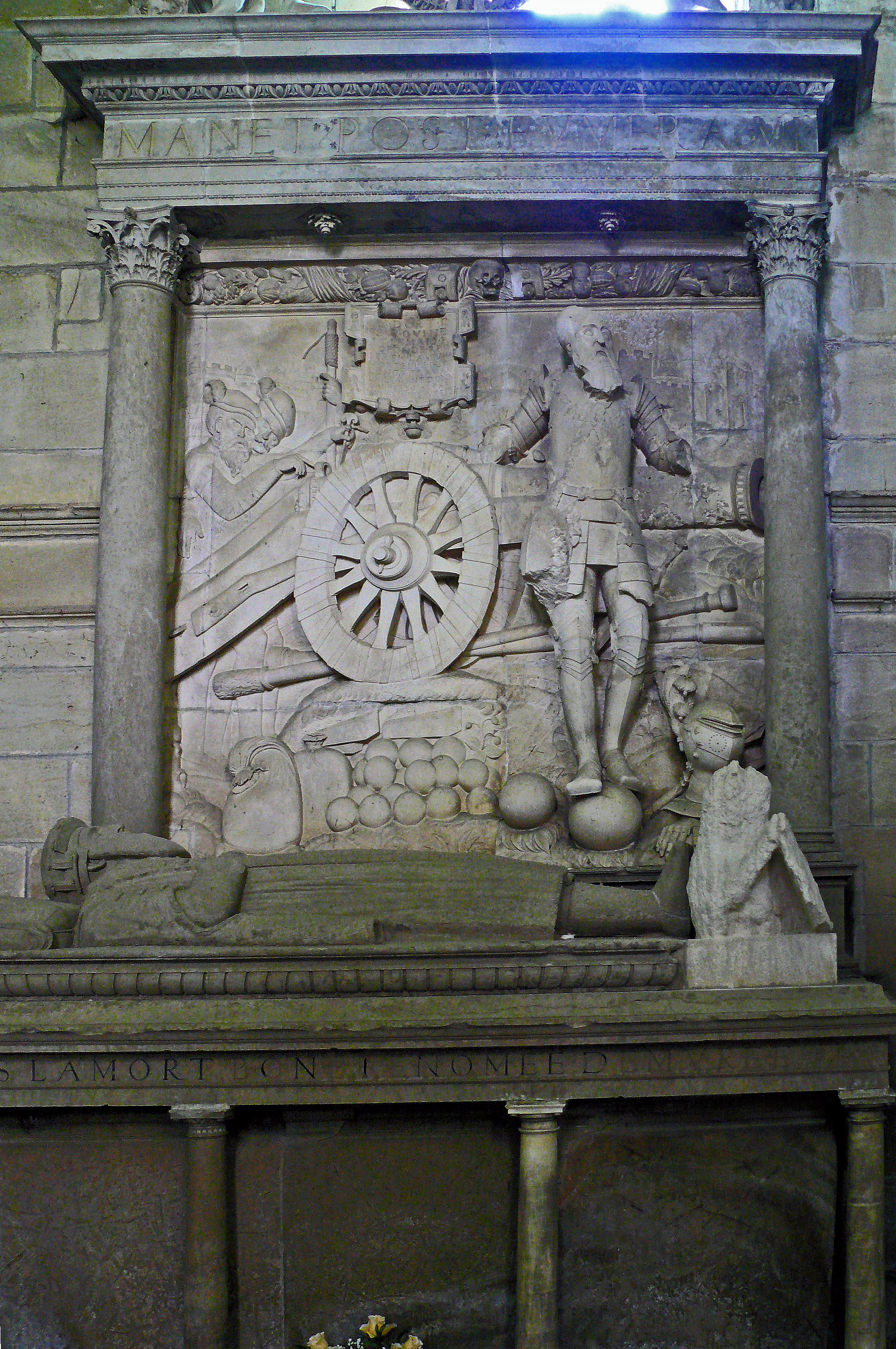
Tombeau de Galiot de Genouillac.

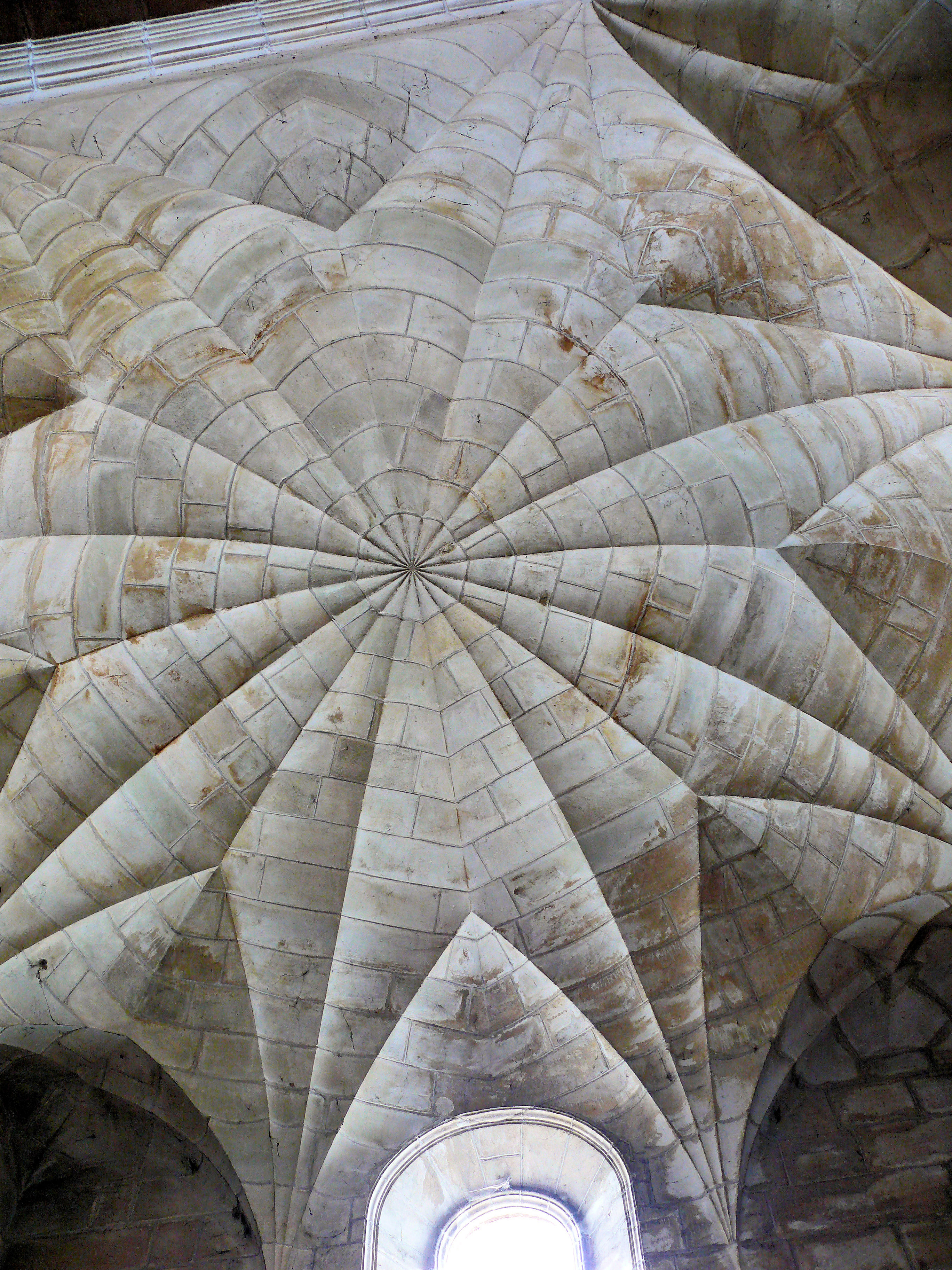
Voûte en étoile à 16 branches.

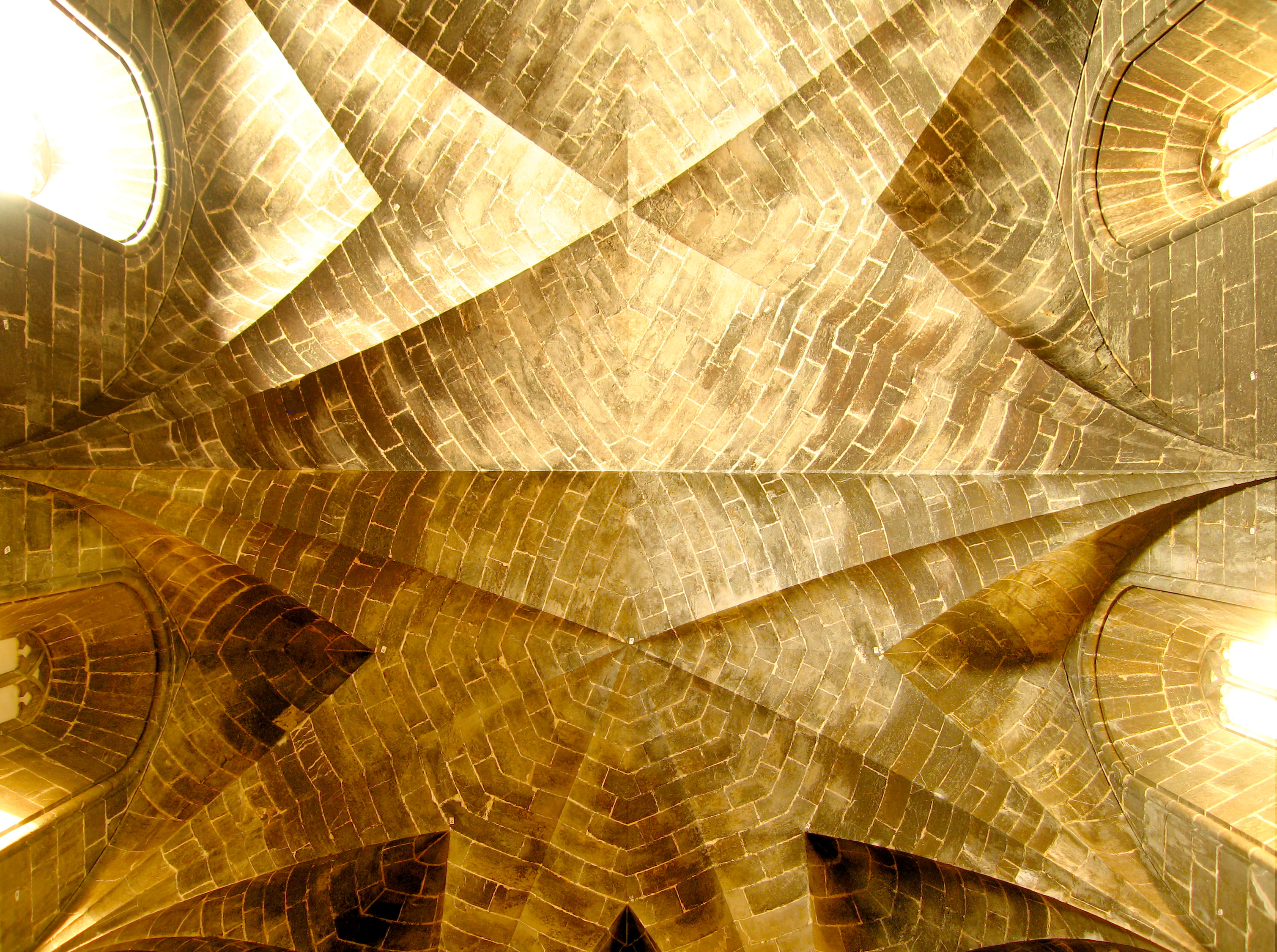
Voûte de la capilla de los Reyes dans le convento de Santo Domingo (Valence).

La chapelle était peut-être prévue à l'origine. Sa voûte est remarquable par son plan en étoile à seize branches avec son plan d'appareillage en coupole surbaissée soutenue aux angles par des trompes coniques. Elle est fermée par une clôture en bois à claire-voie. Marcel Durliat a rapproché cette voûte de celle de la Salle des Barons au Castel Nuovo de Naples et de celle des Rois au couvent des Dominicains de Valence,.
Le tombeau de Galiot est adossé au mur nord de la chapelle. Une statue de Galiot est posée sur un sarcophage de marbre gris. Il est représenté en costume de cour dans l'attitude traditionnelle d'un gisant, les mains jointes et les yeux fermés. Derrière la statue se dresse un retable formé d'un grand portique encadrant un bas-relief  où Galiot est représenté en chef de guerre appuyé sur un canon. Dans le cartouche placé au-dessus du canon a été écrit un quatrain en français :
Cy dort celui qui neut jamais propos
De reposer en la vie mortelle
Les longs travaulx luy ont donné repos
Car par ses faictz sa vie est immortelle.

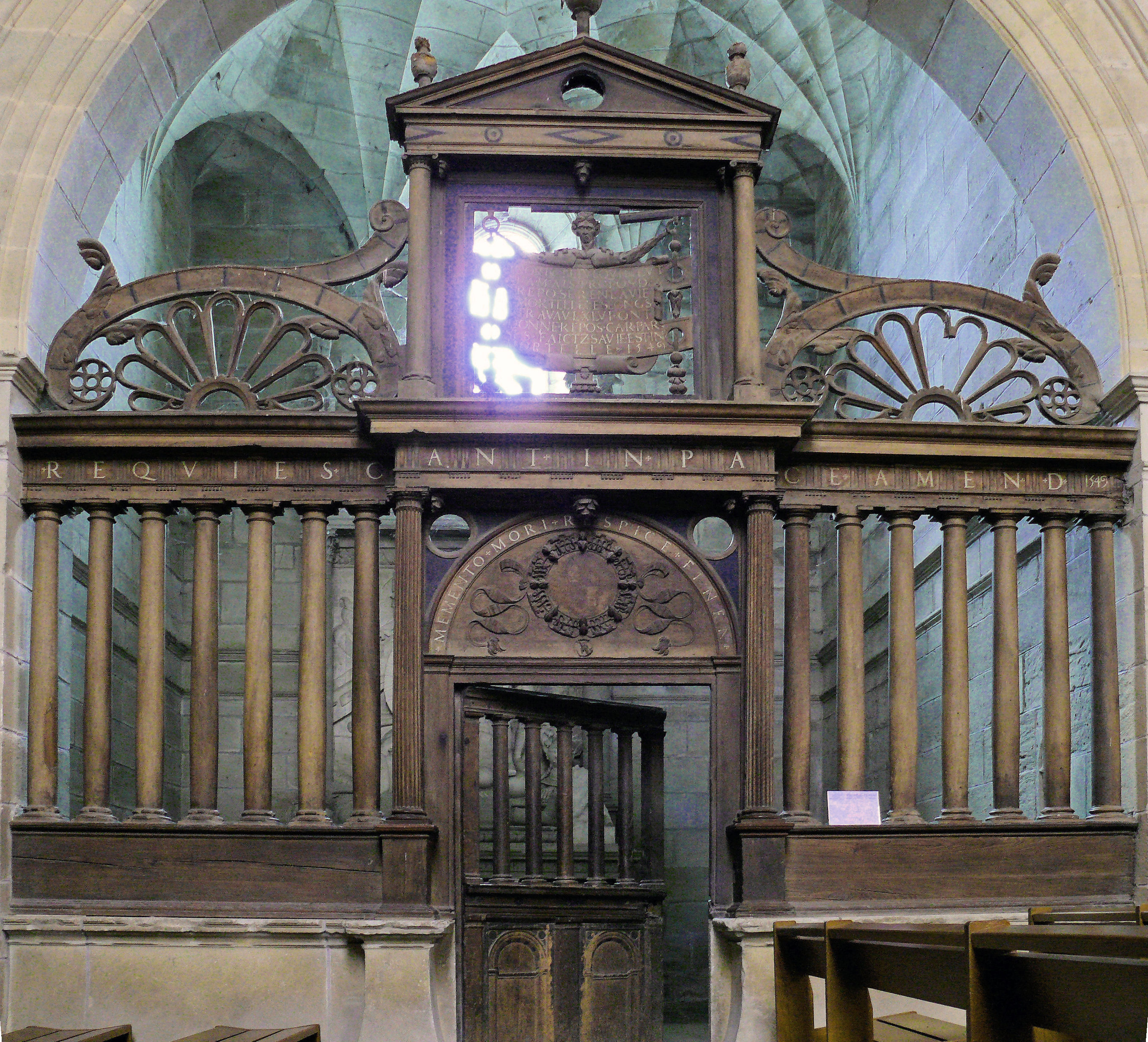
Clôture en bois de la chapelle funéraire.

Sur le linteau du portique est écrit : MANET POST FUNERA VIRTUS, qui pourrait se rapprocher de la phrase gravée sur le sarcophage : Après la mort bone Renomée demeuree.
Liliane Châtelet-Lange a comparé ce tombeau avec celui de Louis de Brézé, mort en 1531, dans la cathédrale de Rouen. 
Le tombeau a été classé en 1840 au titre de monuments historiques.
La clôture en bois a été classée au titre des monuments historiques en 1840.

### Chapelle seigneuriale de Crussol

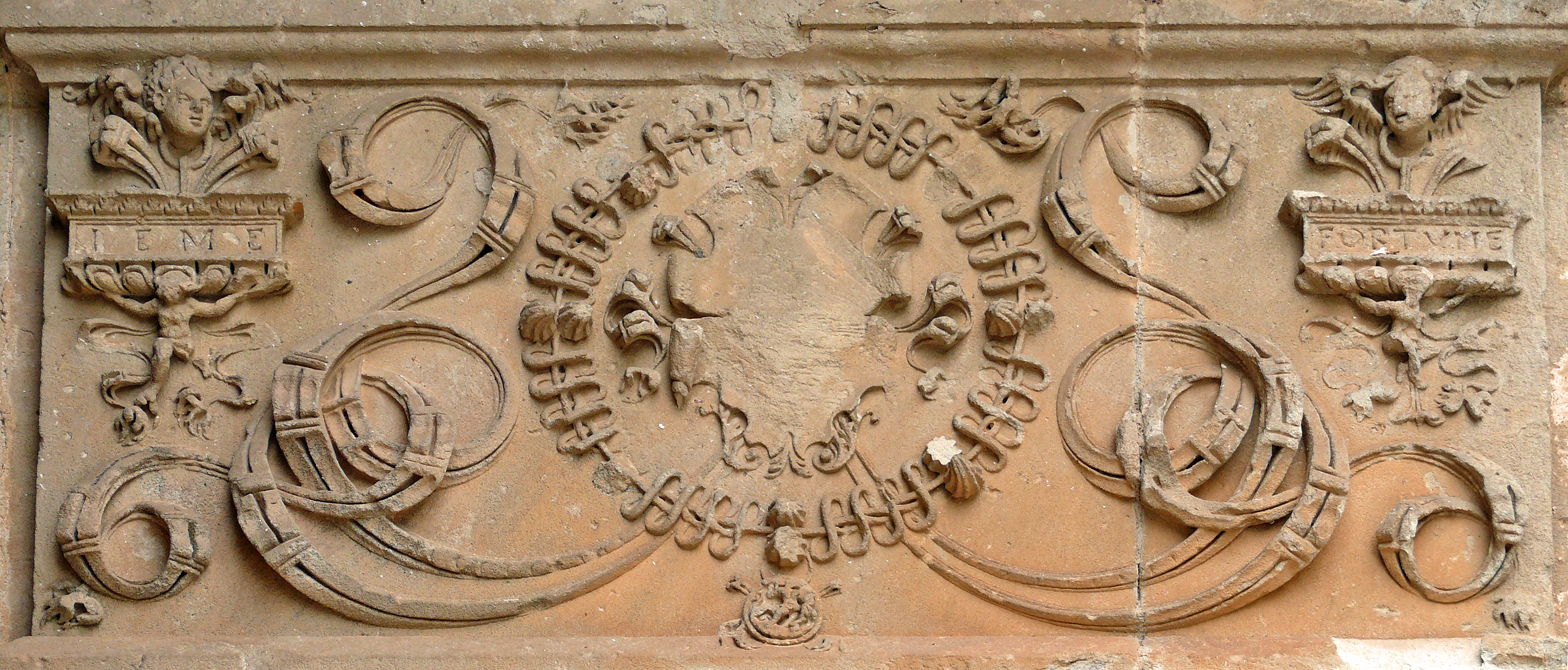
Panneau sur le ressaut de la porte ouvrant sur la chapelle seigneuriale de Crussol réalisé en 1570 avec la devise de Galiot de Genouillac : IEME FORTVNE (J'aime Fortune).

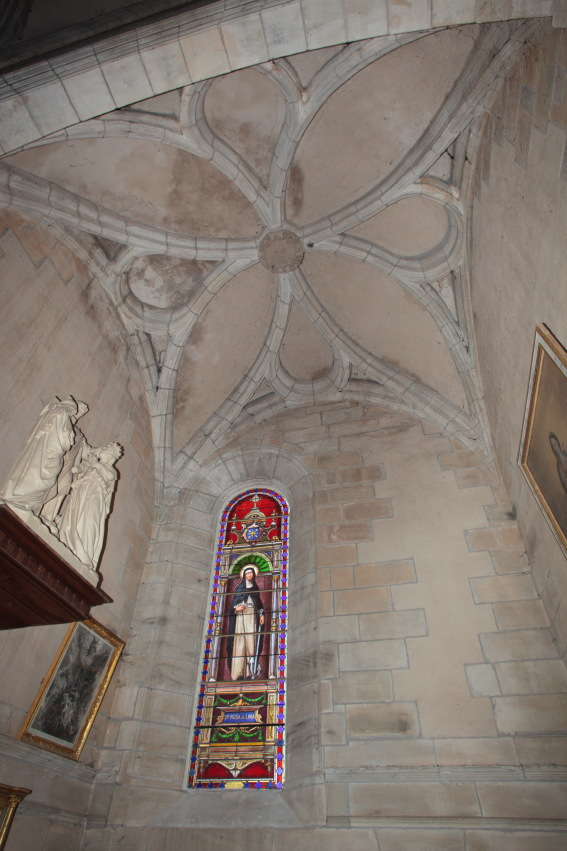
Voûte de la chapelle seigneuriale.

La chapelle a été construite entre 1568 et 1573 au sud du chœur par Jacques II de Crussol, héritier de Jeanne de Genouillac mariée en 1523 à Charles de Crussol, vicomte d'Uzès. La voûte de la chapelle est encore gothique avec des ramifications complexes. On trouve sur la voûte les armoiries d'Antoine de Crussol.

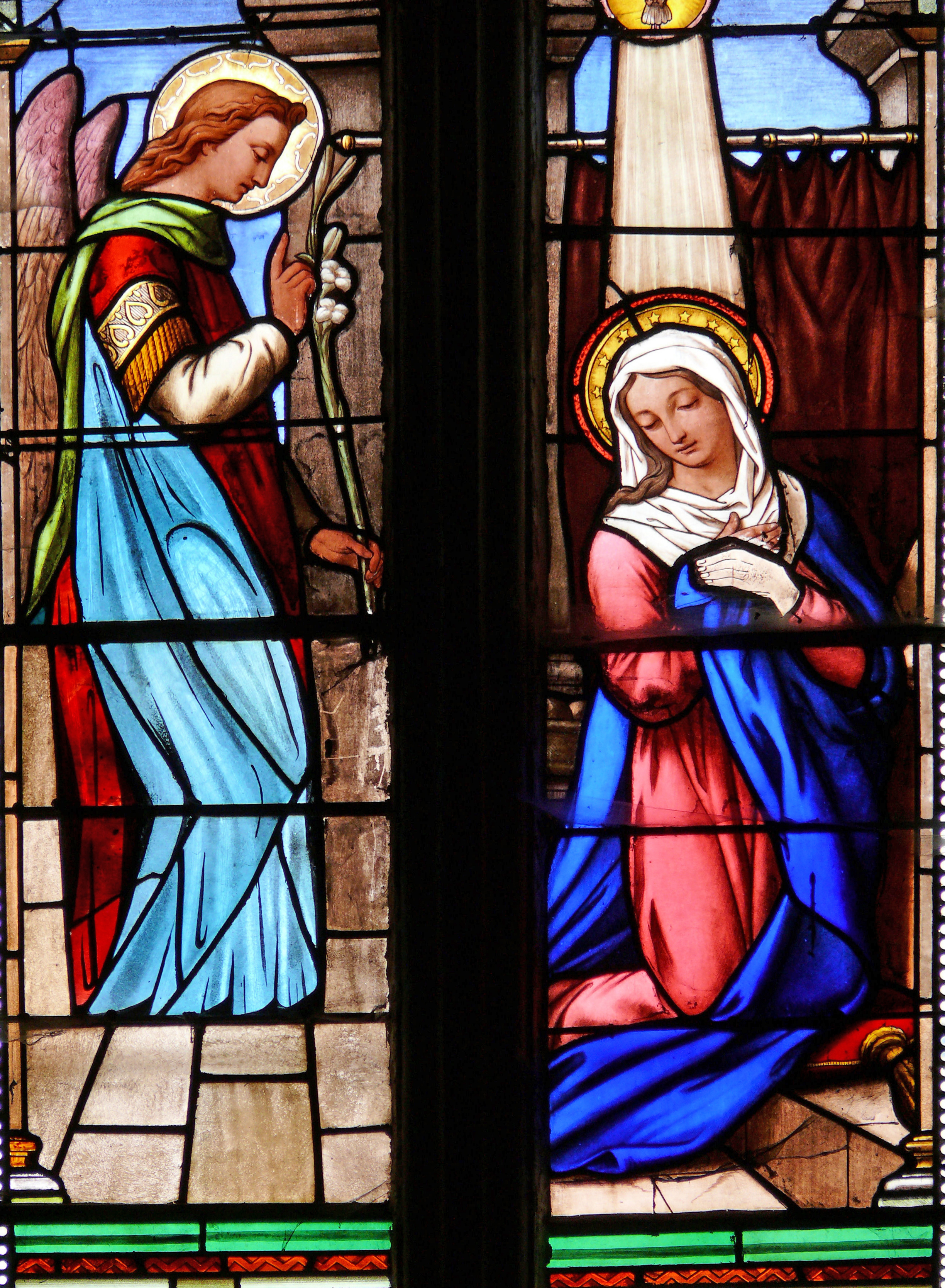
Vitrail de l'Annonciation.

### Vitraux
L'église possède des vitraux du XIXe siècle.
Les quatre longues fenêtres du chœur sont décorées de vitraux représentant le Christ et saint Pierre, patron de l'église, avec six autres saints. Ces vitraux qui étaient produits de manière industrielle à la fin du XIXe siècle ont été réalisés par les ateliers toulousains de Louis-Victor Gesta.